# Southeastern Film Critics Association Top Ten Films
La Southeastern Film Critics Association Top Ten Films è una lista dei migliori dieci film dell'anno, selezionati dai membri della Southeastern Film Critics Association a partire dal 1993.
Dal 1993, all'interno della Top Ten viene scelto anche un miglior film, posto in vetta alla classifica.

## Albo d'oro
(in grassetto il miglior film)

### Anni 1990-1999
1993
- Casa Howard (Howards End), regia di James Ivory
- I protagonisti (The Player), regia di Robert Altman
- Aladdin (Aladdin), regia di Ron Clements e John Musker
- La moglie del soldato (The Crying Game), regia di Neil Jordan
- Malcolm X (Malcolm X), regia di Spike Lee
- Mariti e mogli (Husbands and Wives), regia di Woody Allen
- Codice d'onore (A Few Good Men), regia di Rob Reiner
- Il mistero di Jo Locke, il sosia e Miss Britannia '58 (Hear My Song), regia di Peter Chelsom
- L'ultimo dei Mohicani (The Last of the Mohicans), regia di Michael Mann
- Americani (Glengarry Glen Ross), regia di James Foley

1994
- Lezioni di piano (The Piano), regia di Jane Campion
- Schindler's List (Schindler's List), regia di Steven Spielberg
- Quel che resta del giorno (The Remains of the Day), regia di James Ivory
- Molto rumore per nulla (Much Ado About Nothing), regia di Kenneth Branagh
- Fearless - Senza paura (Fearless), regia di Peter Weir
- America oggi (Short Cuts), regia di Robert Altman
- Il fuggitivo (The Fugitive), regia di Andrew Davis
- Viaggio in Inghilterra (Shadowlands), regia di Richard Attenborough
- Addio mia concubina (Ba wang bie ji), regia di Chen Kaige
- Nella giungla di cemento (Menace II Society), regia di Allen Hughes e Albert Hughes

1995
- Pulp Fiction (Pulp Fiction), regia di Quentin Tarantino
- Forrest Gump (Forrest Gump), regia di Robert Zemeckis
- Quattro matrimoni e un funerale (Four Weddings and a Funeral), regia di Mike Newell
- Hoop Dreams (Hoop Dreams), regia di Steve James
- L'ultima seduzione (The Last Seduction), regia di John Dahl
- Ed Wood (Ed Wood), regia di Tim Burton
- Le ali della libertà (The Shawshank Redemption), regia di Frank Darabont
- Creature del cielo (Heavenly Creatures), regia di Peter Jackson
- Quiz Show (Quiz Show), regia di Robert Redford
- Assassini nati (Natural Born Killers), regia di Oliver Stone

1996
- Apollo 13 (Apollo 13), regia di Ron Howard
- Braveheart - Cuore impavido (Braveheart), regia di Mel Gibson
- Crumb (Crumb), regia di Terry Zwigoff
- Get Shorty (Get Shorty), regia di Barry Sonnenfeld
- Once Were Warriors - Una volta erano guerrieri (Once Were Warriors), regia di Lee Tamahori
- Ragione e sentimento (Sense and Sensibility), regia di Ang Lee
- Toy Story - Il mondo dei giocattoli (Toy Story), regia di John Lasseter
- I soliti sospetti (The Usual Suspects), regia di Bryan Singer
- Da morire (To Die For), regia di Gus Van Sant
- Smoke (Smoke), regia di Wayne Wang

1997
- L.A. Confidential (L.A. Confidential), regia di Curtis Hanson
- Qualcosa è cambiato (As Good As It Gets), regia di James L. Brooks
- Titanic (Titanic), regia di James Cameron
- Boogie Nights - L'altra Hollywood (Boogie Nights), regia di Paul Thomas Anderson
- Le ali dell'amore (The Wings of the Dove), regia di Iain Softley
- Il dolce domani (The Sweet Hereafter), regia di Atom Egoyan
- Amistad (Amistad), regia di Steven Spielberg
- Will Hunting - Genio ribelle (Good Will Hunting), regia di Gus Van Sant
- Tempesta di ghiaccio (The Ice Storm), regia di Ang Lee
- La baia di Eva (Eve's Bayou), regia di Kasi Lemmons

1998
- Salvate il soldato Ryan (Saving Private Ryan), regia di Steven Spielberg
- Shakespeare in Love (Shakespeare in Love), regia di John Madden
- The Truman Show (The Truman Show), regia di Peter Weir
- La vita è bella, regia di Roberto Benigni
- Happiness - Felicità (Happiness), regia di Todd Solondz
- Elizabeth (Elizabeth), regia di Shekhar Kapur
- Pleasantville (Pleasantville), regia di Gary Ross
- Out of Sight (Out of Sight), regia di Steven Soderbergh
- Bulworth - Il senatore (Bulworth), regia di Warren Beatty
- Smoke Signals (Smoke Signals), regia di Chris Eyre

1999
- American Beauty (American Beauty), regia di Sam Mendes
- Essere John Malkovich (Being John Malkovich), regia di Spike Jonze
- Election (Election), regia di Alexander Payne
- Three Kings (Three Kings), regia di David O. Russell
- Toy Story 2 - Woody e Buzz alla riscossa (Toy Story 2), regia di John Lasseter, Lee Unkrich e Ash Brannon
- Una storia vera (The Straight Story), regia di David Lynch
- Il miglio verde (The Green Mile), regia di Frank Darabont
- Fight Club (Fight Club), regia di David Fincher e Il sesto senso (The Sixth Sense), regia di M. Night Shyamalan
- Insider - Dietro la verità (The Insider), regia di Michael Mann ex aequo Boys Don't Cry (Boys Don't Cry), regia di Kimberly Peirce

### Anni 2000-2009
2000
- Quasi famosi (Almost Famous), regia di Cameron Crowe
- Traffic (Traffic), regia di Steven Soderbergh
- Galline in fuga (Chicken Run), regia di Peter Lord e Nick Park
- La tigre e il dragone (Wo hu zang long), regia di Ang Lee
- Conta su di me (You Can Count on Me), regia di Kenneth Lonergan
- Requiem for a Dream (Requiem for a Dream), regia di Darren Aronofsky
- Dancer in the Dark (Dancer in the Dark), regia di Lars von Trier
- Wonder Boys (Wonder Boys), regia di Curtis Hanson
- Erin Brockovich - Forte come la verità (Erin Brockovich), regia di Steven Soderbergh
- Croupier (Croupier), regia di Mike Hodges ex aequo Il gladiatore (Gladiator), regia di Ridley Scott

2001
- Memento (Memento), regia di Christopher Nolan
- Il Signore degli Anelli - La Compagnia dell'Anello (The Lord of the Rings: The Fellowship of the Ring), regia di Peter Jackson
- Il favoloso mondo di Amélie (Le fabuleux destin d'Amélie Poulain), regia di Jean-Pierre Jeunet
- Moulin Rouge! (Moulin Rouge!), regia di Baz Luhrmann
- In the Bedroom (In the Bedroom), regia di Todd Field
- Shrek (Shrek), regia di Andrew Adamson e Vicky Jenson
- A Beautiful Mind (A Beautiful Mind), regia di Ron Howard ex aequo Mulholland Drive (Mulholland Dr.), regia di David Lynch
- Ghost World (Ghost World), regia di Terry Zwigoff
- Monster's Ball - L'ombra della vita (Monster's Ball), regia di Marc Forster

2002
- The Hours (The Hours), regia di Stephen Daldry
- Lontano dal Paradiso (Far from Heaven), regia di Todd Haynes
- Chicago (Chicago), regia di Rob Marshall
- Il ladro di orchidee (Adaptation.), regia di Spike Jonze
- Gangs of New York (Gangs of New York), regia di Martin Scorsese
- Era mio padre (Road to Perdition), regia di Sam Mendes
- Y tu mamá también (Y tu mamá también), regia di Alfonso Cuarón
- Il Signore degli Anelli - Le due torri (The Lord of the Rings: The Two Towers), regia di Peter Jackson
- Il pianista (The Pianist), regia di Roman Polański
- A proposito di Schmidt (About Schmidt), regia di Alexander Payne

2003
- Il Signore degli Anelli - Il ritorno del re (The Lord of the Rings: The Return of the King), regia di Peter Jackson
- Mystic River (Mystic River), regia di Clint Eastwood
- Lost in Translation - L'amore tradotto (Lost in Translation), regia di Sofia Coppola
- Ritorno a Cold Mountain (Cold Mountain), regia di Anthony Minghella
- American Splendor (American Splendor), regia di Shari Springer Berman e Robert Pulcini
- Station Agent (The Station Agent), regia di Thomas McCarthy
- Alla ricerca di Nemo (Finding Nemo), regia di Andrew Stanton
- Master and Commander - Sfida ai confini del mare (Master and Commander: The Far Side of the World), regia di Peter Weir
- Seabiscuit - Un mito senza tempo (Seabiscuit), regia di Gary Ross
- In America - Il sogno che non c'era (In America), regia di Jim Sheridan